# Jonas Bosson
Jonas Anders Bosson, född 1974, är ordförande för Svenska Foundation for a Free Information Infrastructure (FFII) och en entreprenör som utvecklar datorprogram. Bosson är en av grundarna till forefront (numera codemate), illuminet samt firstrater. 
Bosson, som utbildade sig på KTH, inledde sin professionella IT-karriär 1995 inom MTG på everyday communication, vilket senare ledde till grundandet av forefront genom uppdrag med Internet-tjänster på Tele2/swipnet.
1999 prisades Bosson för bästa affärsidé av NUTEK. År 2004 engagerade sig Bosson i mjukvarupatent-debatten och reste flera gånger till Europaparlamentet i Bryssel och har sedan dess engagerat sig i frågor kring innovation och immaterialrätt som ordförande för svenska grenen av FFII. 2008 valdes Bosson in i OpenSourceSwedens styrelse.